# Герб Вырумаа
Герб Вырумаа (эст. Võrumaa vapp) — один из официальных символов Вырумаа, одного из уездов Эстонии. Впервые принят в 1937 году, повторно — в 1996 году. 

## Описание
В лазуревом поле серебряный меч с золотой рукояткой в правую перевязь остриём вверх, вверху слева — золотое кольцо.
Золотое кольцо обозначает столицу Вырумаа — город Выру (эст. võru — «кольцо», «обод»). Меч символизирует холодное оружие эстонского героя Калевипоэга, который по легендам произошёл из этих мест.

## История
В 1928—1929 годах управой сформированного в независимой Эстонии уезда Вырумаа были рассмотрены различные проекты герба. В апреле 1933 года были предложены проекты с изображением меча и кольца. Окончательный вариант герба Выруского уезда был утверждён 5 февраля 1937 года указом главы государства Константина Пятса с описанием: «В синем щите золотой перстень и восходящий влево обоюдоострый серебряный меч с золотой рукояткой». Герб уезда 1937 года был восстановлен и зарегистрирован в Государственной канцелярии Эстонской Республики 12 декабря 1996 года как герб современного уезда Вырумаа.

## См.также
- Флаг Вырумаа